# Шлюзовая набережная
Шлюзова́я на́бережная — набережная на правых берегах Водоотводного канала и Москвы-реки в районе Замоскворечье Центрального административного округа города Москвы. Проходит от улицы Зацепский Вал до Новоспасского моста. Нумерация домов ведётся от Зацепского Вала.

## Название
По шлюзу Водоотводного канала, существовавшему до 1937 года ниже Кожевнического проезда, напротив современного дома № 6.

## История

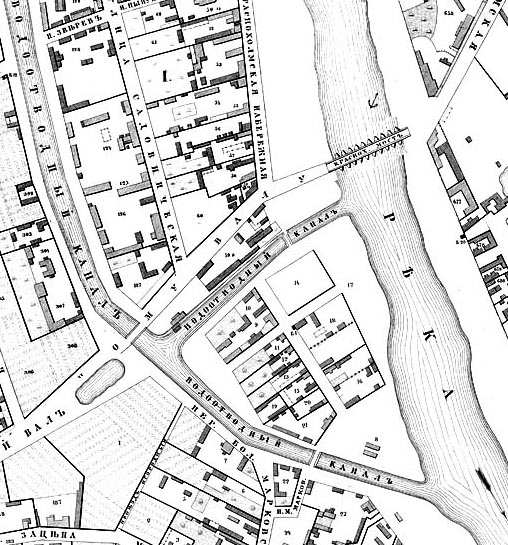
Красные холмы на карте 1852 года. Западный участок набережной входил в состав Большого Марковского переулка

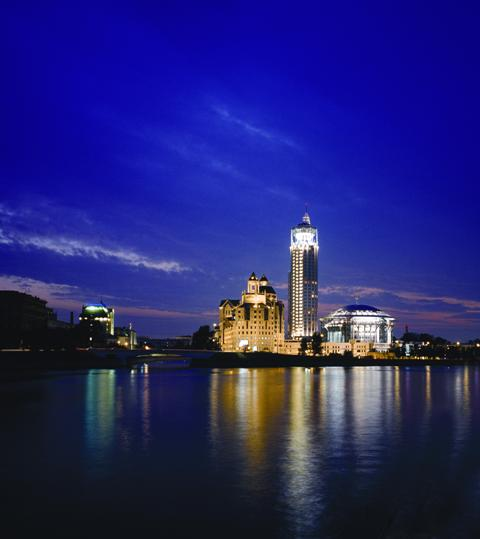
Вид на Шлюзовую набережную со стороны Москвы-реки

В 1830-е годы водное хозяйство города было перестроено: на реке Москве была устроена Бабьегородская плотина, а параллельный реке Водоотводный канал был в 1835 перекрыт Краснохолмской плотиной с одноименным шлюзом вблизи его восточного устья. При последующей застройке замоскворецких земель вдоль канала протянулся Большой Марковский переулок (переходящий в современный 1-й Кожевнический проезд), а от него к шлюзу выходил короткий Малый Марковский переулок, в советское время упразднённый; на его месте были построены корпуса обувной фабрики «Парижская коммуна». Местность между Шлюзовой набережной и Кожевнической улицей была индустриализована еще в XIX веке.
Шлюз был разобран в 1930-е годы при подготовке к пуску канала имени Москвы. При этом в течение некоторого времени трамвайное движение с Садовнической улицы следовало на юг по временному деревянному мосту через канал, располагавшемуся между бывшим шлюзом и современным Малым Краснохолмским мостом. До 1965 года, когда Космодамианская набережная была соединена с Шлюзовой Шлюзовым мостом, в западной части Шлюзовой набережной существовало интенсивное автомобильное движение; оно не восстановилось даже после автомобилизации 2000-х годов.

## Современность
В 1990-е годы часть зданий «Парижской коммуны» была реконструирована под офисы; в 1998 в реконструированном трёхэтажном здании XIX века открылась первая очередь гостиницы «Катерина». Через канал, вблизи Малого Краснохолмского моста, был переброшен пешеходный Второй Шлюзовой мост, соединивший набережную с современным деловым комплексом «Riverside Towers», включающим Дом музыки и один из самых высоких отелей города «Swissotel Красные Холмы».
В 2000-х годах была снесена промышленная застройка на угловом участке № 4 (он остаётся незастроенным). На участке № 2, помимо углового пятиэтажного гаража, остаётся малоэтажные корпуса гаражей и автосервисов. По состоянию на сентябрь 2007, планы реконструкции этих участков не утверждены.

## Примечательные здания и сооружения
По нечётной стороне находится Москва-река.
По чётной стороне:
- № 2/1 стр.4 — художественная школа «Вдохновение» и учебный центр Лены Лениной.
- № 2/1 стр.5 — гараж постройки конца 1920-х годов с характерным конструктивистским фасадом-эркером, обращённым к каналу.
- № 4 — бизнес-центр «Россо Рива».
- № 6/1 — штаб-квартира Golden Telecom на месте бывших корпусов обувной фабрики «Парижская коммуна». Корпуса были построены в 1913 году по проекту архитектора А. Н. Милюкова.
- № 6 стр.1 — гостиница «Катерина Сити» (реконструированное здание XIX века).
- № 6 стр.2 — гостиница «Катерина Сити» (новое здание, 2000 г.).
- № 6 стр.3 — филиал № 11 Государственного учреждения Московского регионального отделения фонда социального страхования РФ.
- № 8 стр.1 — Управление администрирования страховых взносов и персонифицированного учета № 1 ГУ-ГУ ПФР № 10 по г. Москве и Московской области.
- № 10 — в прошлом — Красильная и бумажная фабрика купцу 2-й гильдии Александра Григорьевича Кириллова (не позднее 1897 года); внесена в Красную книгу Архнадзора (электронный каталог объектов недвижимого культурного наследия Москвы, находящихся под угрозой).[1]
- № 18 — водное хозяйство Мосводоканала.

## Транспорт
Ближайшие станции метро —  Павелецкая и  Павелецкая.
Маршруты наземного транспорта по набережной не проходят.